# Ворон 2: Город ангелов
«Во́рон 2: Го́род а́нгелов» (англ. The Crow: City of Angels) — супергеройский фильм, поставленный режиссёром Тимом Поупом на основе серии комиксов «Ворон» Джеймса О’Барра, пубуликовавшейся издательством Caliber Press. Является самостоятельным сиквелом фильма «Ворон» 1994 года и второй частью серии фильмов. В отличие от следующих двух фильмов франшизы, сюжетно связан с ним напрямую. В фильме снимались Венсан Перес, Миа Киршнер, Ричард Брукс, Игги Поп, Томас Джейн и Туй Транг.
К «Городу ангелов» были приурочены новеллизация, видеоигра и адаптация в виде мини-серии комиксов из трёх выпусков. Каждое из упомянутых произведений основано на ранней версии сценария фильма и имеет другую концовку, согласно которой Эш остаётся в мире людей и становится борцом с преступностью. Альтернативная концовка фильма, от которой решили отказаться на стадии постпродакшна после переработки сценария, доступна для просмотра в видеоигре.
«Ворон 2: Город ангелов» вышел в кинотеатрах 30 августа 1996 года. Фильм провалился в прокате, собрав 25,3 миллиона долларов, при бюджете в 13 миллионов, и разнёсся критиками и зрителями. За ним последовало отдельное продолжение 2000 года «Ворон 3: Спасение».

## Сюжет
Лос-Анджелес, печально известный наркобарон Джуда Эрл убивает механика Эша Корвена и его восьмилетнего сына Дэнни после того, как они стали свидетелями того, как банда приспешников Джуды убивает коллегу-наркоторговца, а затем его банда отправляет пару в гавань.
Сара из первого фильма, днём работает в тату-салоне, а ночью рисует сюрреалистические образы смерти и воскрешения в своей квартире. Её преследуют тревожные сны об Эше и Дэнни, и после целого дня работы в тату-салоне Сару посещает в её квартире большой ворон, когда она рассматривает кольцо, которое Эрик Дрейвен подарил ей много лет назад.
Сара следует за вороном в гавань ночью в День всех святых и становится свидетелем воскрешения Эша и отчаянного побега из его водной могилы, прежде чем забрать его в свою квартиру. Когда Сара говорит Эшу, что он мёртв, он паникует и с криком убегает в ночь, оказавшись в своем собственном доме, где вновь переживает последние мгновения своей жизни.
Сара прибывает туда, чтобы застать Эша задумчивым, и объясняет, что Ворон воскресил его, чтобы он мог отомстить преступникам, которые убили его и Дэнни. Ведомый вороном, Эш начинает убивать приспешников Джуды одного за другим. Эш сначала посещает Обезьяну-Паука на складе наркотиков и допрашивает его о том, кто ещё был причастен к убийствам, прежде чем убить его, взорвав здание. Ещё один из лакеев Джуды, Немо, проводит ночь в будке для подглядывания. Эш появляется в кабинке и убивает его, оставляя куклу, засунутую в штаны, и бумажную ворону во рту.
Тем временем Джуда нанял слепую пророчицу по имени Сибил, которая способна установить связь Эша с Сарой и Вороном, которая является источником его силы. Эрл захватывает Сару, чтобы привлечь к себе Эша и украсть его силу.
Один из убийц, Кали, идёт в квартиру Сары, чтобы выманить Эша. Сражаясь с ней, Эш понимает, что Кали - та, кто убил Дэнни. В ярости он швыряет её о стену, ломая ей ногу, а затем выбрасывает в окно навстречу её смерти, оставляя кровавый узор в форме ворона. Затем Эш преследует правую руку Джуды, Кривого, в погоне на мотоцикле. Эш стреляет в мотоцикл Кривого, который взрывается и выбрасывает Кривого на дорогу. Затем Эш тащит Кривого в близлежащую реку, оставляя его умирать, когда местные прихожане бросают лепестки цветов в форме вороны.
В день ежегодного праздника Дня мёртвых Джуда ловит ворона и пронзает его крылья ножами, прежде чем убить. Затем он глотает кровь ворона, крадя силу Эша. Внезапно смертный, Эш чуть не умирает от шока, но приходит в себя, увидев видение Дэнни, говорящего ему продолжать сражаться. Теперь Эш должен попытаться спасти Сару, разыскав Иуду в его логове, заброшенной церкви. Джуда одолевает ослабевшего Эша в последовавшей схватке, обвязывает его веревкой и жестоко избивает, намереваясь повесить.
Сара подбегает и наносит удар Джуде в лоб, заставляя его уронить Эша. Джуда вытаскивает нож и начинает двигаться к Эшу. Когда Сара вмешивается, враг наносит ей удар в живот. Эш встает и насаживает Джуду на металлическую трубу, которая его не убивает. В то время как Джуда все ещё пронзен, Эш призывает к убийству ворон, которые пожирают Джуду. Затем Сара умирает на руках Эша от своей ножевой раны, картина напоминает картину, которую она закончила ранее в фильме. Эш возвращается к смерти, зная, что он может покоиться с миром с Сарой и своим сыном.

## В ролях
- Венсан Перес — Эш Корвен/Ворон
- Миа Киршнер — Сара
- Ричард Брукс[англ.] — Иуда (мистический злодей, демоническая личность)
- Игги Поп — Кёрв (боевик Иуды, наркоман)
- Томас Джейн — Немо
- Винсент Кастелланос — Спайдер Манки
- Тхюи Чанг — Кали

## Саундтреки
- Hole — Gold Dust Woman
- White Zombie — I’m Your Boogieman
- Filter — Jurassitol
- PJ Harvey — Naked Cousin
- Bush — In A Lonely Place
- Tricky vs Gravediggaz — Tonite Is A Special Nite
- Seven Mary Three — Shelf Life
- Linda Perry feat. Grace Slick — Knock Me Out
- Toadies — Paper Dress
- NY Loose — Spit
- Korn — Sean Olson
- Deftones — Teething
- Iggy Pop — I Wanna Be Your Dog (Live)
- Pet — Lil Boots
- Above The Law feat. Frost — City Of Angels
- Heather Nova & Graeme Revell — Believe In Angels

### The Crow: City of Angels Original Score Album by Graeme Revell
1. City of Angels
2. Camera Obscura
3. The Crow Rises
4. Santa Muerte
5. A Dream on the Way to Death
6. Temple of Pain
7. A Murder of Crows
8. Mirangula
9. Lament for a Lost Son
10. Hush Little Baby
11. Dias de Las Muertes
12. The Campanile
13. Las Masquera
14. I'll Wait for You
15. Believe in Angels feat. Heather Nova

## Производство
После успеха «Ворона» Miramax заказала продолжение, и производство началось в октябре 1995 года. Бюджет составлял 13 000 000 долларов США.
Продюсеры Боб и Харви Вайнштейн предложили Тиму Поупу режиссёрские обязанности на основании его работы над короткометражным фильмом «Телефон», который он снял в 1991 году. Для написания сценария был привлечен Дэвид С. Гойер. Желая избежать сравнений с первым фильмом и его покойной звездой Брэндоном Ли, Гойер изначально намеревался вернуть Сару в образе вороны. Другая идея заключалась в том, чтобы действие происходило в Англии XIX века. В конце концов было решено, что история будет сосредоточена на двух братьях, убитых в Лос-Анджелесе. В этом сценарии Эш и Дэнни были братьями, а Эш был тем, кого вернули, чтобы отомстить за их смерть. В оригинальном сценарии также фигурировали два злодея из первого фильма, Грейндж и Топ Доллар, воскресшие, чтобы сразиться с Эшем. Гойер был недоволен возрождением Топ Доллара и полностью переписал сценарий, удалив их. Алекс Макдауэлл, который работал над предыдущим фильмом, а также работал с Поупом над музыкальными клипами, вернулся в качестве художника-постановщика, и оба стремились придать фильму выдающийся вид. Макдауэлл черпал вдохновение для дизайна Лос-Анджелеса, глядя на архитектуру 1920-х и 1940-х годов.
Также из предыдущего фильма вернулись продюсеры Джефф Мост и Эдвард Р. Прессман. И Гойер, и Поуп хотели сделать фильм совершенно отличным от первого, стремясь придать ему более трагический вид, а персонажам придать большую глубину. Во время работы над фильмом Гойер также писал сценарий для «Тёмного города», режиссёром которого был предыдущий фильм[что?] Алекс Пройас. Легенда панк-рока Игги Поп был нанят на роль злодея Кривой; Попу ранее предлагали роль Funboy в первом фильме. Тори Амос отказалась от роли Сары, а Джон Бон Джови пробовался на роль Эша, но в итоге эту работу получил Винсент Перес. Перес был выбран из-за его роли в «Королеве Марго». За вдохновением Перес обратился к Джиму Моррисону и Гамлету. Томас Джейн был выбран на роль злодея Немо. Хотя создатели фильма и студия изначально намеревались создать фильм, существенно отличающийся от своего предшественника (из уважения к Ли), Miramax приказала отредактировать фильм, чтобы он был максимально похож на предыдущий. Поуп отказался, и он вместе с Гойером в конце концов отказался от фильма, поскольку он не отражал их видение.

## Сборы
Фильм «Ворон 2: Город ангелов» сразу взлетел на 1 место в прокате США и Канады, собрав 9 785 111 долларов в первые выходные, что стало рекордом для выходных в День труда. Его первый уик-энд составил 54,6% от общего объёма продаж. Похожая ситуация была в Великобритании.
Итоговые сборы второго фильма в мире составили 25,3 миллиона долларов, что является провальным результатом.

## Критика
Фильм получил в основном негативные оценки критиков и зрителей. Фильм имеет рейтинг одобрения 11% на Rotten Tomatoes, основанный на 35 отзывах; средний рейтинг составляет 3,4/10. Консенсус резюмирует: "Ворон 2: Город ангелов - это небрежный претендент, который не передает ни настроения, ни энергии оригинала".
Blu-ray фильма, выпущенный компанией Echo Bridge Entertainment, подвергся критике за несоответствие стандартам высокой чёткости. Он также подвергся критике за то, что был ошибочно помечен как 1080p, хотя на самом деле фильм был представлен в формате 1080i.

## Выпуск на видео
Фильм был выпущен на VHS 3 декабря 1996 года. В 1998 году фильм был выпущен на DVD. В 2001 году было выпущено коллекционное издание под названием «эксклюзивная режиссёрская версия», в котором были восстановлены 11 минут расширенного материала и включены два короткометражных фильма и аудиокомментарий.
Фильм был переиздан в 2011 году компанией Echo Bridge Home Entertainment как двойной полнометражный фильм в паре с «Вороной: Злая молитва». Единственной особенностью был широкоэкранный формат. Также был выпущен единственный функциональный выпуск той же компании.
Фильм был выпущен на Blu-ray в мае 2011 года.
Фильм был выпущен в составе бокс-сета с Вороном 3: Спасение в Великобритании с изображением 1080p и звуком DTS-MA 5.1. Единственными особенностями были 2 короткометражки из коллекционного издания.
11 сентября 2012 года Echo Bridge выпустила ещё один выпуск фильма на Blu-ray (опять же двойной фильм с Вороном: Жестокое причастие). Он уже продавался в магазинах Walmart ещё до того, как была достигнута официальная дата выпуска. Эта версия содержала бонусный материал, которого нет в оригинальном выпуске Blu-ray.
7 октября 2014 года он был выпущен на DVD компанией Lionsgate в тройном полнометражном выпуске вместе с двумя другими сиквелами Ворона.

## Маркетинг
Сценарий «Города ангелов» был адаптирован для романа Чета Уильямсона, а также для серии комиксов из трех выпусков, опубликованной Kitchen Sink Press. Оба имеют оригинальный финал истории, в котором Эш бродит по земле в образе нежити.
Дополнение к видеоигре The Crow: City of Angels было создано для PlayStation, Sega Saturn и Microsoft Windows. Первоначально игра должна была выйти примерно в то же время, что и фильм, но вместо этого была выпущена в начале 1997 года.

## Продолжение
Продолжение, Ворон 3: Спасение, вышло в 2000 году. Изначально фильм планировался к выпуску в кинотеатры, но после тестовых показов, которые прошли ужасно, третий фильм отправили сразу на ТВ и DVD. В конечном итоге, Спасение получило смешанные отзывы, так как оно было снято ближе к духу первой части.